# Jane Stanton Hitchcock
Jane Stanton Hitchcock, nata Jane Johnston Crowley (New York, 24 novembre 1946 – 23 giugno 2025), è stata una scrittrice e sceneggiatrice statunitense.

## Biografia
Nata con il cognome di Crowley a New York nel 1946 da Robert Tinkham Crowley, un chirurgo, e da Joan Alexander, un'attrice nota per avere interpretato Lois Lane nella serie radio The Adventures of Superman e Della Street nella sede radio Perry Mason,, all'età di nove anni ha cambiato il nome in Jane Crowley Stanton quando la madre, dopo aver divorziato da Crowley, si è sposata con Arthur Stanton.. Ha frequentato la Brearley School e The Mary C. Wheeler School, laureandosi al Sarah Lawrence College nel 1968. Nel 1975, sposò William Mellon Hitchcock, adottando il suo cognome: da allora sarebbe stata conosciuta come Jane Stanton Hitchcock.
Dopo aver scritto alcune pièce teatrali rappresentate Off-Broadway e al Lyric Theatre, nel 1992 ha esordito nella narrativa con il romanzo dark Trick of the Eye.
Autrice anche di sceneggiature per il cinema tra le quali Our Time diretto da Peter Hyams nel 1974, in seguito ha pubblicato altri 5 romanzi.
Appassionata giocatrice di poker, ha dedicato all'argomento il suo ultimo romanzo, Bluff, vincitore dell'Hammett Prize.

## Vita privata
Sposatasi nel 1975 con William Mellon Hitchcock, nel 1991 divorziò e nel 1995 passò a nuove nozze con il giornalista Jim Hoagland.

## Opere

### Serie Jo Slater
- Sussurri e crimini (Social Crimes, 2002), Milano, Sperling & Kupfer, 2002 traduzione di Giulia Balducci ISBN 88-200-3408-5.
- One Dangerous Lady (2005)

### Altri romanzi
- Trick of the Eye (1992)
- The Witches’ Hammer (1994)
- Mortal Friends (2009)
- Bluff (2019)

### Drammi teatrali
- Grace (1982)
- The Custom of the Country (1997)

## Filmografia
- Our Time, regia di Peter Hyams (1974) (sceneggiatura)
- First Love, regia di Joan Darling (1977) (sceneggiatura)
- Trick of the Eye, regia di Ed Kaplan (1994) (soggetto)

## Premi e riconoscimenti
- Hammett Prize: 1992 finalista con Trick of the Eye[16]
- Hammett Prize: 2020 vincitrice con Bluff